# Abdoul Karim Bangoura
Abdoul Karim Bangoura (ur. 9 lutego 1971 w Konakry) – gwinejski piłkarz grający na pozycji obrońcy.

## Kariera klubowa
W swojej karierze piłkarskiej grał w takich klubach jak: SC Bastia, FC Martigues i Amiens SC.
Jako zawodnik Martigues rozegrał 15 spotkań w Ligue 1.

## Kariera reprezentacyjna
W reprezentacji Gwinei zadebiutował w 1988 roku. W 1994 roku rozegrał dwa mecze w Pucharze Narodów Afryki 1994: z Ghaną (0:1) i z Senegalem (1:2).
W 1998 roku został powołany do kadry Gwinei na Puchar Narodów Afryki 1998. Zagrał na nim w dwóch meczach: z Algierią (1:0), z Kamerunem (2:2) i z Burkina Faso (0:1).